# Aaron Johnson (baloncestista de 1988)
Aaron Westley Johnson (Chicago, Illinois, 27 de octubre de 1988) es un baloncestista estadounidense que actualmente se encuentra sin equipo. Con 1,73 metros de estatura, juega en la posición de base.

## Trayectoria deportiva

### Universidad
Jugó cuatro temporadas con los Blazers de la Universidad de Alabama en Birmingham, en las que promedió 7,5 puntos, 2,1 rebotes, 5,0 asistencias y 1,3 robos de balón por partido. Fue incluido en 2010 en el tercer mejor quinteto de la Conference USA, y al año siguiente en el primero, siendo en ambos incluido también en el mejor quinteto defensivo. En 2011 fue además elegido Jugador del Año de la conferencia, tras acabar como Líder de asistencias de la División I de la NCAA.

### Profesional
Tras no ser elegido en el Draft de la NBA de 2011, en el mes de agosto fichó por el Assi Basket Ostuni de la Legadue Gold italiana. Jugó una temporada como titular, en la que promedió 15,0 puntos y 4,5 asistencias por partido.
Al año siguiente subió de categoría al firmar contrato con el Guerino Vanoli Basket de la Lega Basket Serie A, donde jugó una temporada en la que promedió 6,7 puntos y 3,2 asistencias por partido. En 2013 regresó a su país para jugar con los Bakersfield Jam de la NBA D-League, con los que disputó 18 partidos, en los que promedió 5,8 puntos y 3,7 rebotes. En enero de 2014 regresó a Italia para firmar con el Reyer Venezia Mestre para el resto de la temporada. Disputó 10 partidos de liga y uno de copa, promediando en total 4,6 puntos y 3,6 asistencias.
En julio de 2014 fichó por el Nilan Bisons Loimaa, equipo finlandés que disputaba la VTB United League además de su propia liga. Entre las dos competiciones promedió 8,7 puntos y 5,5 asistencias por partido.
En septiembre de 2015 firmó por el SCM Universitatea Craiova de la liga rumana. Allí jugó una temporada en la que promedió 11,6 puntos y 6,1 asistencias por partido. Volvió a cambiar de liga y de país al año siguiente, al firmar por el Stal Ostrów Wielkopolski de la liga polaca.